# Edgerton, Wyoming
Edgerton är en kommun (town) i Natrona County i centrala Wyoming i USA. Kommunen hade 195 invånare vid 2010 års folkräkning.
Edgerton ligger i utkanten av oljefälten vid Salt Creek och grundades samtidigt som många andra orter i området som ett läger för oljearbetare. I likhet med andra orter som domineras av oljeindustrin har befolkningen varierat kraftigt i takt med oljeutvinningen i Salt Creek-regionen, som fortfarande är ett av mellersta USA:s största oljefält. Från 1980 till 2000 avtog befolkningen i orten från 510 invånare till endast 169, men uppvisar sedan dess en svagt stigande trend.
Edgerton ligger vid Wyoming State Route 387, omkring 2 kilometer öster om grannstaden Midwest, Wyoming och omkring 12 kilometer öster om motorvägen Interstate 25.